# Margarete-Schrader-Preis
Der Margarete-Schrader-Preis für Literatur der Universität Paderborn ist als Auszeichnung für Autoren gedacht, „die in Westfalen geboren wurden und/oder eine für ihre Entwicklung prägende Phase in dieser Region verbracht haben.“
Gestiftet wurde dieser Literaturpreis von der Paderborner Schriftstellerin Margarete Schrader (1914–2001), die die Mittel für den Preis der Universität testamentarisch hinterließ. Er wird etwa alle drei bis vier Jahre verliehen und ist mit 8000 Euro dotiert (Stand 2020).

## Preisträger
- 2024:  Martin Becker[1]
- 2020: Michael Roes[2]
- 2016: Jörg Albrecht[3]
- 2012: Martin Heckmanns[4]
- 2009: Kevin Vennemann[5]
- 2006: Judith Kuckart[6]
- 2003: Hans-Ulrich Treichel[7]